# Parafia św. Wojciecha w Dalewie
Parafia św. Wojciecha w Dalewie – parafia rzymskokatolicka w dekanacie krzywińskim. Proboszczem jest ks. mgr Ryszard Pazgrat pracujący również w parafii Najświętszej Maryi Panny Wniebowziętej w Mórce. 

## Kościół parafialny
Gotycki kościół św. Wojciecha z początku XIV wieku (przebudowany w XVII wieku, we wnętrzu znajduje się barokowy ołtarz sprzed 1610 roku, a na nim obraz adoracji Matki Boskiej z Dzieciątkiem przez świętego Stanisława i świętego Wojciecha z 1687 roku. Na zewnątrz tablica ku czci ks. Piotra Wawrzyniaka z 1981 roku oraz trzy inne tablice poświęcone poległym w wojnach światowych. Przy kościele drewniana dzwonnica konstrukcji szkieletowej z 1878 roku, jest zabytkiem chronionym prawem.

## Nabożeństwa
- Msze Święte:
  - niedziele: 8:00, 11:00
  - dni powszednie: 18:00 (okres zimowy), 18:30 (okres letni)
  - w święta w dni pracy: 11:00, 18:30